# ستيف ريفيس
ستيف ريفيس (بالإنجليزية: Steve Reeves) هو عالم حاسوب ومهندس نيوزيلندي، ولد في 31 أكتوبر 1957 في برايتون في المملكة المتحدة.